# Salut (chanson de Michel Sardou)
Pour les articles homonymes, voir Salut.
Pistes de Salut
Une femme s'élance
Salut est une chanson de Michel Sardou qui donne son titre à l'album paru le 12 octobre 1997. Écrite en collaboration avec Jean-Loup Dabadie, et composée par Jacques Revaux et Jean-Pierre Bourtayre, elle se présente comme un hommage et un remerciement au public de l'artiste, fidèle depuis près de trente ans.
Prédestinée à la scène, en raison notamment des nombreuses apostrophes adressées au public, ce morceau est omniprésent dans les concerts s'étant tenus après sa sortie (Bercy 98, Bercy 2001, Live 2005 au Palais des sports, Zénith 2007, Confidences et retrouvailles - Live 2011 et Live 2013 - Les Grands Moments à l'Olympia), généralement placé en toute fin de spectacle. Pour la première fois, lors de sa dernière tournée en 2018, La Dernière Danse, il la place en première position, juste après l’introduction.
Devenue emblématique du répertoire du chanteur, la chanson possède quelques clins d'œil à Ma plus belle histoire d'amour (parue en 1967), chanson de Barbara (« ma seule histoire d'amour, c'est vous »).